# 死神少女 (漫畫)
《死神少女》是一部由周美玲與楼一安原作、有馬拓也画的漫画，為公共電視文化事業基金會電視劇《死神少女》的漫畫版本，在東立出版社漫畫雜誌《龍少年》连载。故事裡的「渡」是永遠19歲的死神少女、奈何橋的守護者，而少年沈奇是唯一看得見死神少女的人。